# عشق در تایمز اسکوئر
عشق در تایمز اسکوئر (به هندی: Love at Times Square) فیلمی محصول سال ۲۰۰۳ و به کارگردانی دو آناند است. در این فیلم بازیگرانی همچون دو آناند، سهیب خان، هنا کاشیک، چایتانیا چودری، ساتیش شاه، کتکی داو، اشیش ویدیارتی، ویکرام گوکاله، سلمان خان و ریشی کاپور ایفای نقش کرده‌اند.